# Otívar
Otívar es una localidad y municipio español situado en la parte noroccidental de la comarca de la Costa Granadina, en la provincia de Granada, comunidad autónoma de Andalucía. Limita con los municipios granadinos de Almuñécar, Jete, Lentegí, Albuñuelas, Jayena y Alhama de Granada; y con los municipios malagueños de Cómpeta y Nerja. En su término nacen y discurren los ríos Verde y Grande. Cuenta con una población de 1038 habitantes (INE 2024).
El municipio otiveño comprende únicamente el núcleo de población de Otívar —capital municipal—, así como los diseminados de El Algarrobal, Barranco del Duque, Cázulas, El Herrador, Los Mesoncillos, La Moratilla y Las Viñas.
La mayor parte de su término lo ocupa el parque natural de las Sierras de Tejeda, Almijara y Alhama.

## Historia
Durante la Guerra de la Independencia las tropas francesas del General Sebastiani incendiaron la localidad en represalia por las acciones de Juan Fernández Cañas, «el alcalde de Otívar» o «el tío Caridad», guerrillero jefe de una partida que trajo en jaque a las tropas invasoras durante el período de ocupación, con acciones en La Alpujarra, el Valle de Lecrín, la sierra de Cázulas y la costa de Almuñécar.
La posibilidad de asentamientos durante la época prerromana, viene atestiguada por la etimología del nombre otivar, compuesto del latín altus, ot- y el ibero -ibar 'río'; el alto del río, literalmente

## Geografía

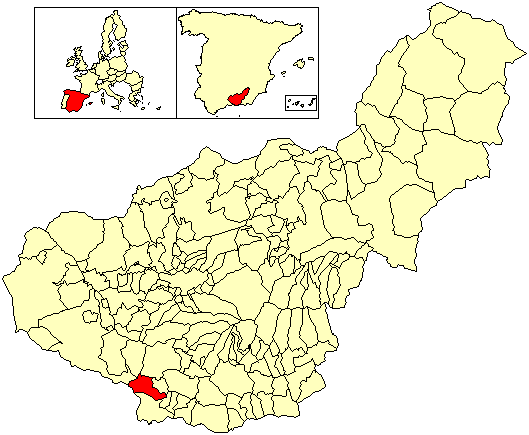
Extensión del municipio en la provincia de Granada

### Situación
Integrado en la comarca de la Costa Granadina, se encuentra situado a 79 kilómetros de la capital provincial, a 87 de Málaga, a 134 de Almería, a 170 de Jaén y a 352 de Murcia. El término municipal está atravesado por la carretera A-4050, que conecta la autovía A-44 en el puerto del Suspiro del Moro con la N-340 en Almuñécar.
| Noroeste: Jayena                        | Norte: Albuñuelas | Nordeste: Lentegí |
| Oeste: Alhama de Granada y Cómpeta (MA) |                   | Este: Lentegí     |
| Suroeste: Nerja (MA)                    | Sur: Almuñécar    | Sureste: Jete     |

### Orografía
Otívar se asienta a los pies de la sierra de Cázulas y el parque natural de las Sierras de Tejeda, Almijara y Alhama. A 266 m sobre el nivel del mar, las laderas abruptas y las fuertes pendientes son las características fundamentales del relieve otiveño. En su término municipal nace el río Verde que discurre por el valle que lleva su nombre.

### Clima
La temperatura media anual es de los 14,80°C, y en los meses más calurosos, la temperatura media se calcula sobre los 28,80 °C. Sin embargo, en los meses más fríos, la temperatura media es 4,50 °C.

## Demografía
Otívar cuenta con una población de 1038 habitantes (INE 2024).
| Gráfica de evolución demográfica de Otívar entre 1842 y 2021                                                        |
| |
| Población de derecho según los censos de población del INE Población de hecho según los censos de población del INE |

## Administración y política
Los resultados en Otívar de las últimas elecciones municipales, celebradas en mayo de 2023, son:
| Elecciones Municipales - Otívar (2023) | Elecciones Municipales - Otívar (2023)   | Elecciones Municipales - Otívar (2023) | Elecciones Municipales - Otívar (2023) | Elecciones Municipales - Otívar (2023) |
| Partido político                       | Partido político                         | Votos                                  | Votos                                  | Concejales                             |
| -------------------------------------- | ---------------------------------------- | -------------------------------------- | -------------------------------------- | -------------------------------------- |
|                                        | Partido Popular (PP)                     | 383                                    | 50,99 %                                | 5                                      |
|                                        | Partido Socialista Obrero Español (PSOE) | 364                                    | 48,46 %                                | 4                                      |

| Periodo   | Nombre                      | Partido |
| --------- | --------------------------- | ------- |
| 1979-1983 | Vicente Pérez Benavides     | UCD     |
| 1983-1987 | Miguel Franco Fajardo       | PSOE    |
| 1987-1991 | Vicente Linares Muñoz       | PSOE    |
| 1991-1995 | Cecilio Aneas García        | PSOE    |
| 1995-2007 | José Cambil Rodríguez       | PSOE    |
| 2007-act  | Francisco Robles Carrascosa | PP      |

## Hermanamientos
- Calonge, España
- Sayalonga, España[4]